# Liste der Baudenkmale in Wolfsburg-Detmerode
In der Liste der Baudenkmale in Wolfsburg-Detmerode sind alle Baudenkmale der niedersächsischen Ortschaft Wolfsburg-Detmerode aufgelistet. Die Quelle der Baudenkmale ist der Denkmalatlas Niedersachsen. Der Stand der Liste ist der 26. März 2021.

## Allgemein
In den Spalten befinden sich folgende Informationen:
- Lage: die Adresse des Baudenkmales und die geographischen Koordinaten. Kartenansicht, um Koordinaten zu setzen. In der Kartenansicht sind Baudenkmale ohne Koordinaten mit einem roten Marker dargestellt und können in der Karte gesetzt werden. Baudenkmale ohne Bild sind mit einem blauen Marker gekennzeichnet, Baudenkmale mit Bild mit einem grünen Marker.
- Bezeichnung: Bezeichnung des Baudenkmales
- Beschreibung: die Beschreibung des Baudenkmales. Unter § 3 Abs. 2 NDSchG werden Einzeldenkmale und unter § 3 Abs. 3 NDSchG Gruppen baulicher Anlagen und deren Bestandteile ausgewiesen.
- ID: die Objekt-ID des Baudenkmales
- Bild: ein Bild des Baudenkmales, ggf. zusätzlich mit einem Link zu weiteren Fotos des Baudenkmals im Medienarchiv Wikimedia Commons. Wenn man auf das Kamerasymbol klickt, können Fotos zu Baudenkmalen aus dieser Liste hochgeladen werden:

## Detmerode

### Gruppe baulicher Anlagen
| Lage                                                 | Bezeichnung                                  | Beschreibung | ID       | Bild |
| ---------------------------------------------------- | -------------------------------------------- | ------------ | -------- | ---- |
| John-F.-Kennedy-Allee 7 52° 23′ 32″ N, 10° 45′ 21″ O | Kath. St.-Raphael-Kirche und Gemeindezentrum |              | 43834356 | BW   |

### Einzeldenkmale
| Lage                                                   | Bezeichnung                   | Beschreibung | ID       | Bild           |
| ------------------------------------------------------ | ----------------------------- | --- | -------- | -------------- |
| Detmeroder Markt 6 52° 23′ 40″ N, 10° 45′ 14″ O        | Stephanuskirche               | Das Kirchenzentrum der ev.-luth. Stephanus-Gemeinde begrenzt auf der Nordseite den zentralen Marktplatz des in den 1960er Jahren angelegten Stadtteils Detmerode. Entworfen vom finnischen Architekten Alvar Aalto wurde das Zentrum 1968 eingeweiht. Im Sockelgeschoss, hangseitig von Norden aus zugänglich, befindet sich u.a. eine Taufkapelle. Der Turm aus neun schlanken Betonpfeilern blieb im Rohbau stehen. Der Kirchenraum ist mit einem freistehenden Altar auf der Nordseite, mit hölzernen Schalldeckeln an der Decke und einer Orgel auf der seitlichen Empore ausgestattet. | 34252782 | Weitere Bilder |
| Detmeroder Markt 6 52° 23′ 40″ N, 10° 45′ 14″ O        | Freifläche                    | | 47685679 | BW             |
| John-F. Kennedy-Allee 7 52° 23′ 34″ N, 10° 45′ 20″ O   | St.-Raphael-Kirche            | Kirche und Gemeindezentrum entstanden nach Durchführung eines Architekturwettbewerbs im Jahre 1967 in der Zeit von 1969 bis 1974. Der Architekt Toni Hermanns (1915–2007) aus Kleve gewann den Wettbewerb und wurde mit der Ausführung beauftragt. Die Grundsteinlegung erfolgte 1972, die Weihe der Kirche fand im Jahre 1973 statt. An der Planung der Bauten war der Sohn Toni Hermanns, Hannes Hermanns, beteiligt. Fenster, Türgriffe, Altar, Altarleuchter, Kruzifix (Korpus), Tabernakel, Weihwasserbecken, Marienfigur (Taufkapelle), Rauchfass, Holzdecke und Sakristeibereich wurden vom Maler und Bildhauer Hanns Joachim Klug (Hannover, 1928–2013) geschaffen. Monstranz und Taufgeschirr von Goldschmiedemeister Raimund Lange (Wolfsburg). Kreuzwegestationen stammen von Prof. Kalmbach (Gifhorn). | 42005179 | Weitere Bilder |
| John-F.-Kennedy-Allee 7 52° 23′ 33″ N, 10° 45′ 21″ O   | Pfarrhaus                     | Bestehend aus Pfarrwohnung und Pfarrbüro | 43834334 | BW             |
| John-F.-Kennedy-Allee 7 52° 23′ 33″ N, 10° 45′ 20″ O   | Bibliotheksgebäude            | | 43834537 | BW             |
| John-F.-Kennedy-Allee 7 52° 23′ 32″ N, 10° 45′ 19″ O   | Gemeindehaus                  | | 43834557 | BW             |
| John-F.-Kennedy-Allee 7 52° 23′ 32″ N, 10° 45′ 21″ O   | Kindergarten                  | Kindergartengebäude mit Überdachung als Verbindung zum Pfarrhaus | 43835309 | BW             |
| Robert-Schumann-Straße 37 52° 23′ 48″ N, 10° 45′ 29″ O | Stephanus-Kindertagesstätte I | Differenziert gestalteter eingeschossiger Ziegelbau, erbaut um 1965 von Hans Scharoun. | 34252808 |                |